# Операция «Айдэр»
Операция «Айдэр» — условное название авиационной атаки ВВС Эфиопии на Международный аэропорт Асмэры в ходе эфиопо-эритрейской войны 1998—2000 годов. Объект одновременно был и гражданским, и военным аэродромом.

## Предыстория
5 июня 1998 года эритрейские самолёты MB-339 атаковали эфиопский город Мэкэле. Под ударом авиации оказались административные здания, аэродром, а также начальная школа Айдэр. В учреждении образовании погибли 53 гражданских.
12 мая 2000 года Вооружённые силы Эфиопии начинают крупную наступательную операцию, в ходе которой эритрейцы терпят серьёзное поражение. Они согласились сесть за стол переговоров. Стороны договорились встретиться 29 мая в городе Алжир.

## Воздушный налёт
29 мая, в день начале мирных переговоров в Алжире, ВВС Эфиопии — очевидно с целью усилить позиции своей делегации — нанесли удары по эритрейским городам Асмэра, Массауа и Мэндэфэра.
Около полудня четыре эфиопских МиГ-23 вдруг появились в воздушным пространстве над авиабазой и международным аэропортом Асмэры. Первым же ракетным залпом они побили диспетчерскую вышку, которая окуталась дымом и позже полностью сгорела. Выполнив разворот машины разбились по парам. Одна «двойка» атаковала стоянки военных самолётов и вертолётов. В это время на них находились не меньше одного МиГ-29УБ и один Ми-35. Однако бетонные сооружения защитили авиатехнику от осколков, несмотря на то, что кассеты легли довольно близко. Тем временем вторая пара сбросила бомбы на комплекс зданий авиабазы.
В результате налёта полностью сгорело хранилище авиационного топливо, пламя охватила часть стоянок самолётов и вертолётов. Повреждения получили ВПП и система энергоснабжения. Эритрейцы подняли вдогонку один или два МиГ-29, но не смогли перехватить самолёты противника.

## Реакция
Как заявил начальник Генерального штаба Вооружённых Сил Эфиопии генерал-лейтенант Цадкан Гебрэтэнсэй, удар был нанесённый с целью «вывести из игры ВВС Эритреи».
Исполняющий обязанности официального представителя Госдепа США Филипп Г. Рикер призвал эфиопов впредь воздержаться от авиаударов, в том числе — по аэропорту Асмэры, поскольку через последний идёт основной поток гуманитарной помощи для Эритреи.